# بیلی اسپرینگز (آلاباما)
بیلی اسپرینگز (به انگلیسی: Bailey Springs) یک منطقهٔ مسکونی در ایالات متحده آمریکا است که در آلاباما واقع شده‌است. بیلی اسپرینگز ۱۶۰٫۰۲ متر بالاتر از سطح دریا قرار دارد.